# NGC 1436
NGC 1436 هي مجرة تتبع كوكبة النهر. اكتشفها جون هيرشل في 9 يناير 1836.

## روابط خارجية
- NGC 1436 على موقع ويكي سكاي: DSS2, SDSS, GALEX, IRAS, Hydrogen α, X-Ray, Astrophoto, Sky Map, Articles and images